# Huaca Palomino

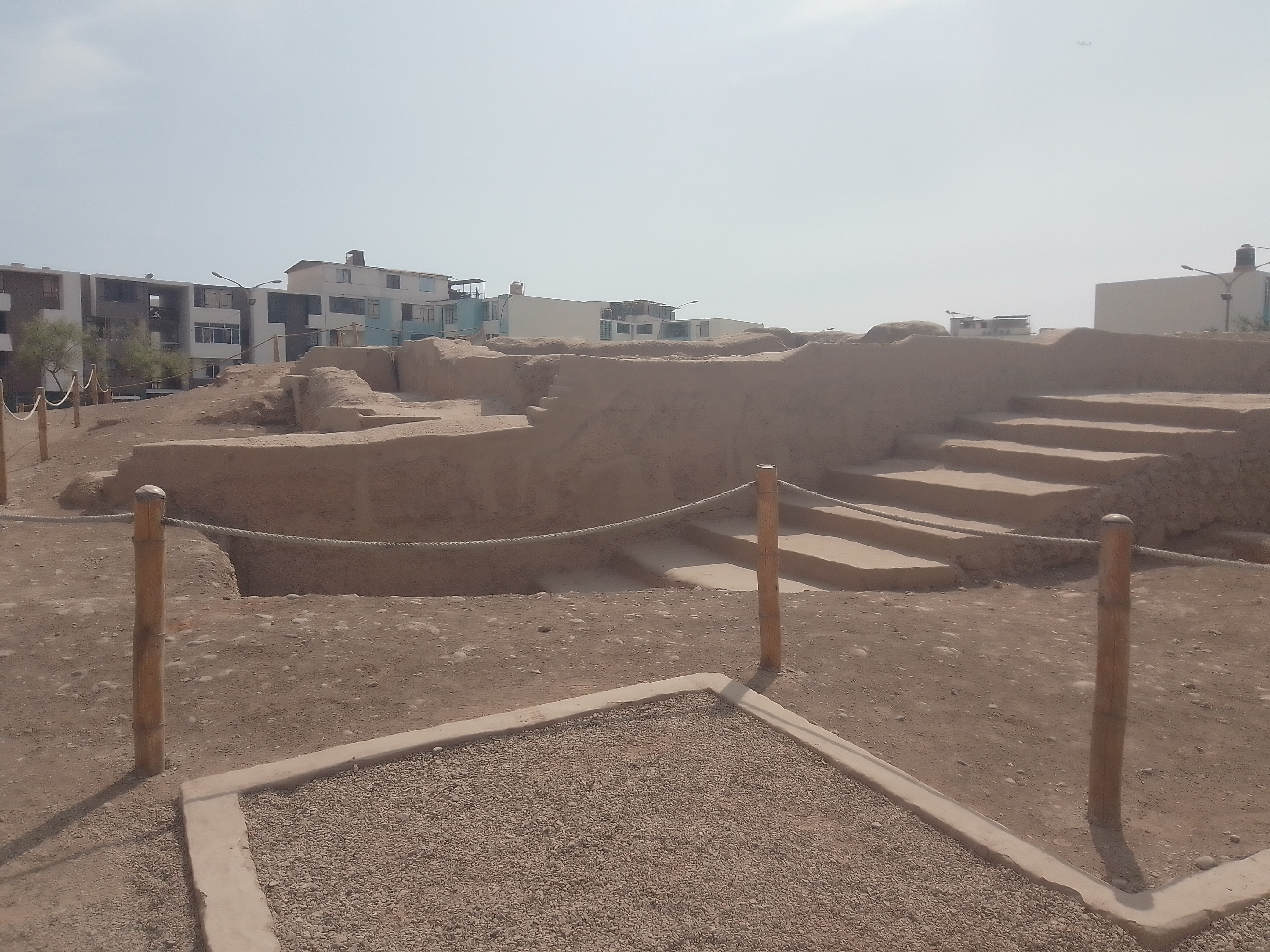
Escalera de la huaca Palomino

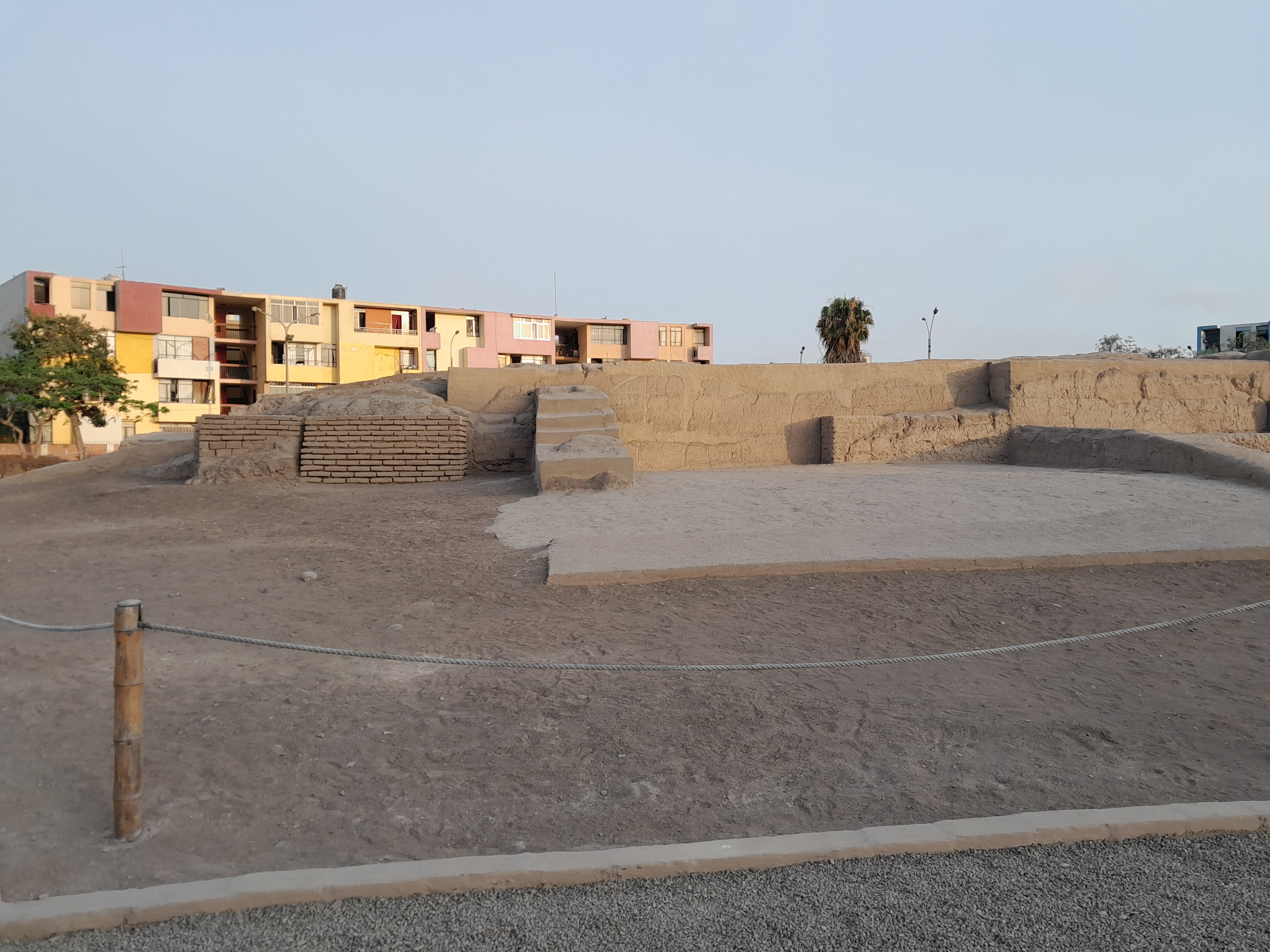
Estructura de la huaca Palomino

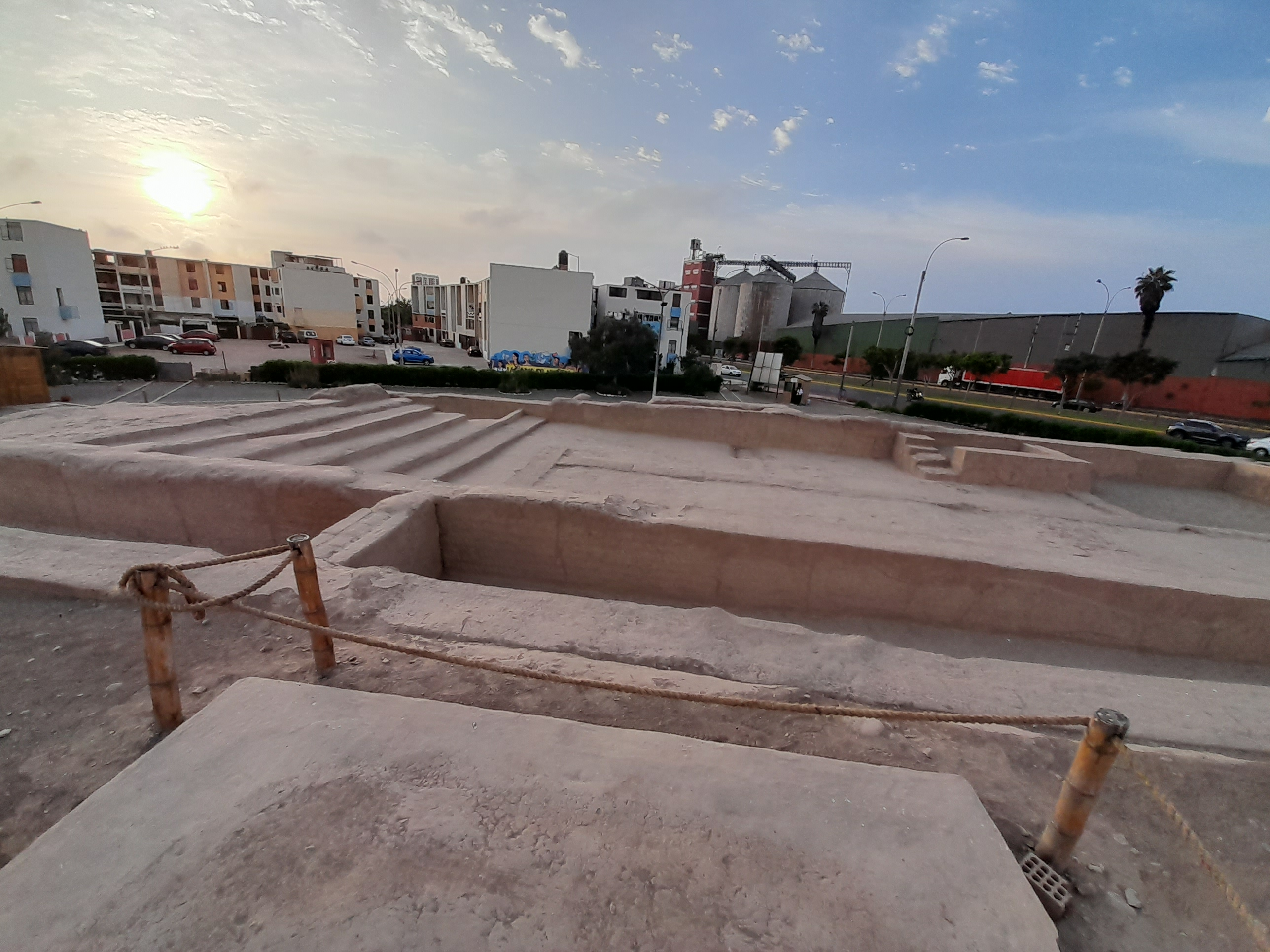
Arquitectura de la huaca Palomino

El sitio arqueológico Huaca Palomino es un sitio arqueológico ubicado al lado izquierdo del río Rímac, sobre los predios, en la urbanización Palomino, tercera etapa del Conjunto habitacional Palomino, a la altura de la cuadra 27 de la avenida Venezuela del distrito de Cercado de Lima, límite con San Miguel. Este sitio arqueológico formaba parte de la ex Hacienda Pando de propiedad de Don José de la Riva-Agüero.
La Huaca Palomino está orientada hacia un cerro tutelar, que está en el horizonte norte, y que muy probablemente dicha orientación tenga que ver con un sistema cosmográfico. Por su ubicación está asociada al complejo arqueológico de Maranga, cuyo núcleo se ubica en el parque de las leyendas. 

## Historia

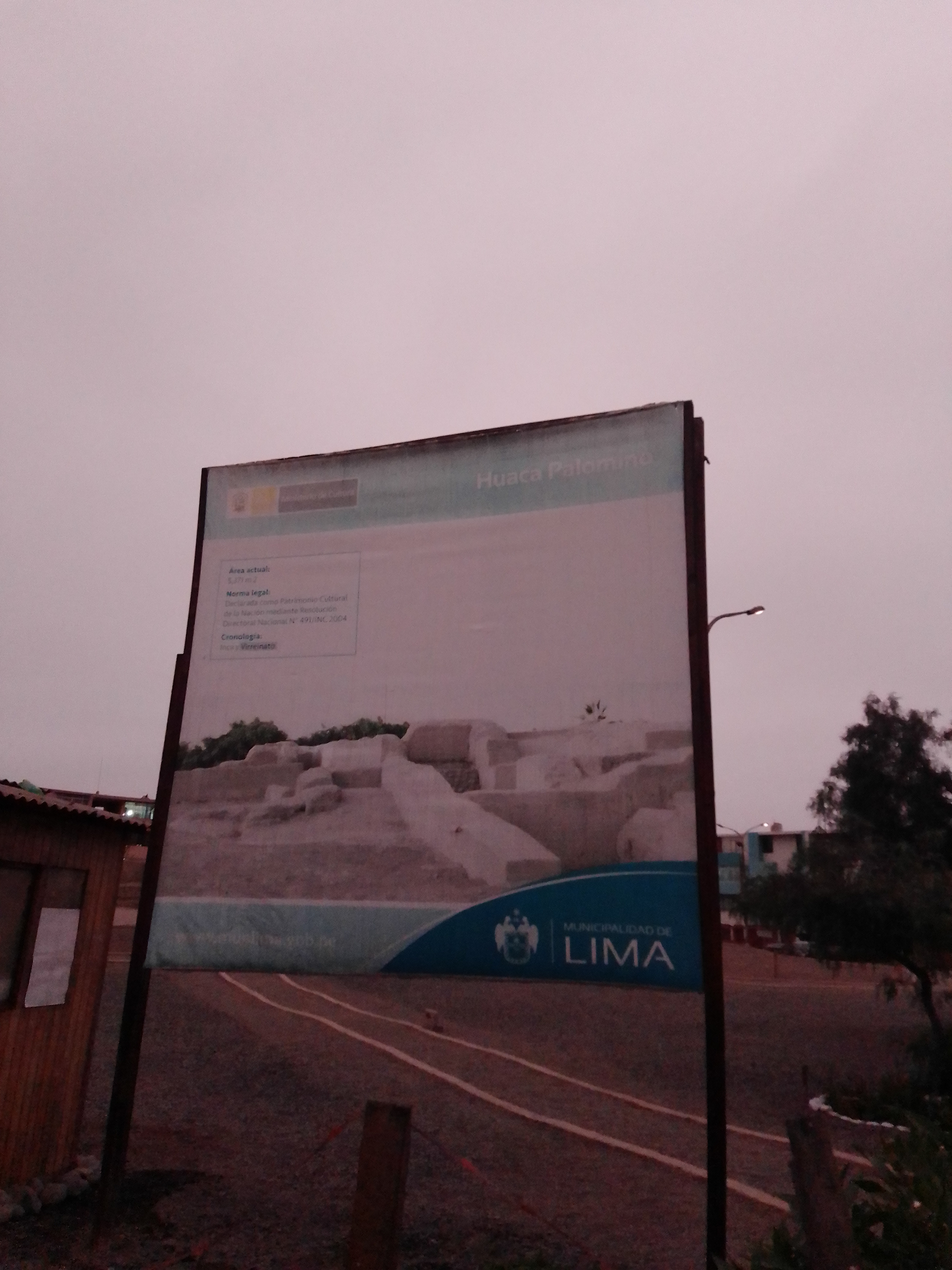
Cartel con datos de la huaca Palomino.

El sitio arqueológico Huaca Palomino conforma uno de los centros arquitectónicos y urbanos más importantes de las sociedades precolombinas de la región Lima. Este patrimonio cultural inmueble era parte del Estado Maranga, el cual tenía influencia de la Cultura Wari, dicha influencia llegó a modificar importantes cambios en los patrones constructivos y funerarios de su estado. Es probable que el territorio de la huaca Palomino al estar dominada por el Señorío Ichma, perteneciente a Maranga haya sido mucho más extenso de lo que se visualiza actualmente, tal y como plantea Rostworwski, ya que parte del territorio habría desaparecido en la época de las haciendas a causa de la gran ampliación de campos de cultivo. La huaca Palomino pertenece a la cultura Ychsma, cultura que se ubicó y tomó el control de las cuencas en zonas bajas de los ríos llamados Rímac y Lurín, ya que formaba parte de una de las tres culturas (Lima, Ychsma y Colli) que tuvieron la sabiduría de transformar un desierto donde llueve un promedio de 9mm. al año en enormes campos de cultivo y bosques frutales. [ Fue construida entre los años 900 d.c -1476 d.c., es decir, durante el periodo del intermdio tardío. Recibió el nombre de Palomino por el hecho al lugar de su ubicación, ya que en la época de las haciendas y con la ampliación de los grandes campos de cultivo, este sitio arqueológico pasó a formar parte de la ex hacienda Pando, propiedad de don José de la Riva Agüero y, por tal motivo, tomó el nombre el fundo en el que se encontraba: Fundo Palomino.
La huaca Palomino solo estuvo ocupada por los Ychsma, a diferencias de otras huacas como Huantille, Mateo Salado, Pachacamac y  Maranga, que tuvieron influencia Inca. 
Durante el Virreinato e inicios de la República, se cultivó de manera intensa en estos territorios, ocasionando que haya una degeneración de la huaca Palomino. El trazado urbano que se ejecutó a comienzos del siglo XX contribuyó también con la destrucción de mucho del patrimonio arqueológico de la ciudad de Lima.

## Importancia
Obtuvo la declaración de Patrimonio Cultural de la Nación el 2 de julio de 2004, momento a partir del cual fue tratada como tal, aunque la poca consistencia de su restauración y mantenimiento haya descuidado la situación de la huaca en sí: como los factores climáticos, exposición al intemperismo, variación del tiempo, viento, sol, lluvia, calor, bajas temperaturas en la noche, erosión, la quema de desechos, aerosol, entre otros factores (generalmente antrópicos) que provocan principalmente el deterioro del tapial que sostiene las estructuras de la huaca.

## Arquitectura

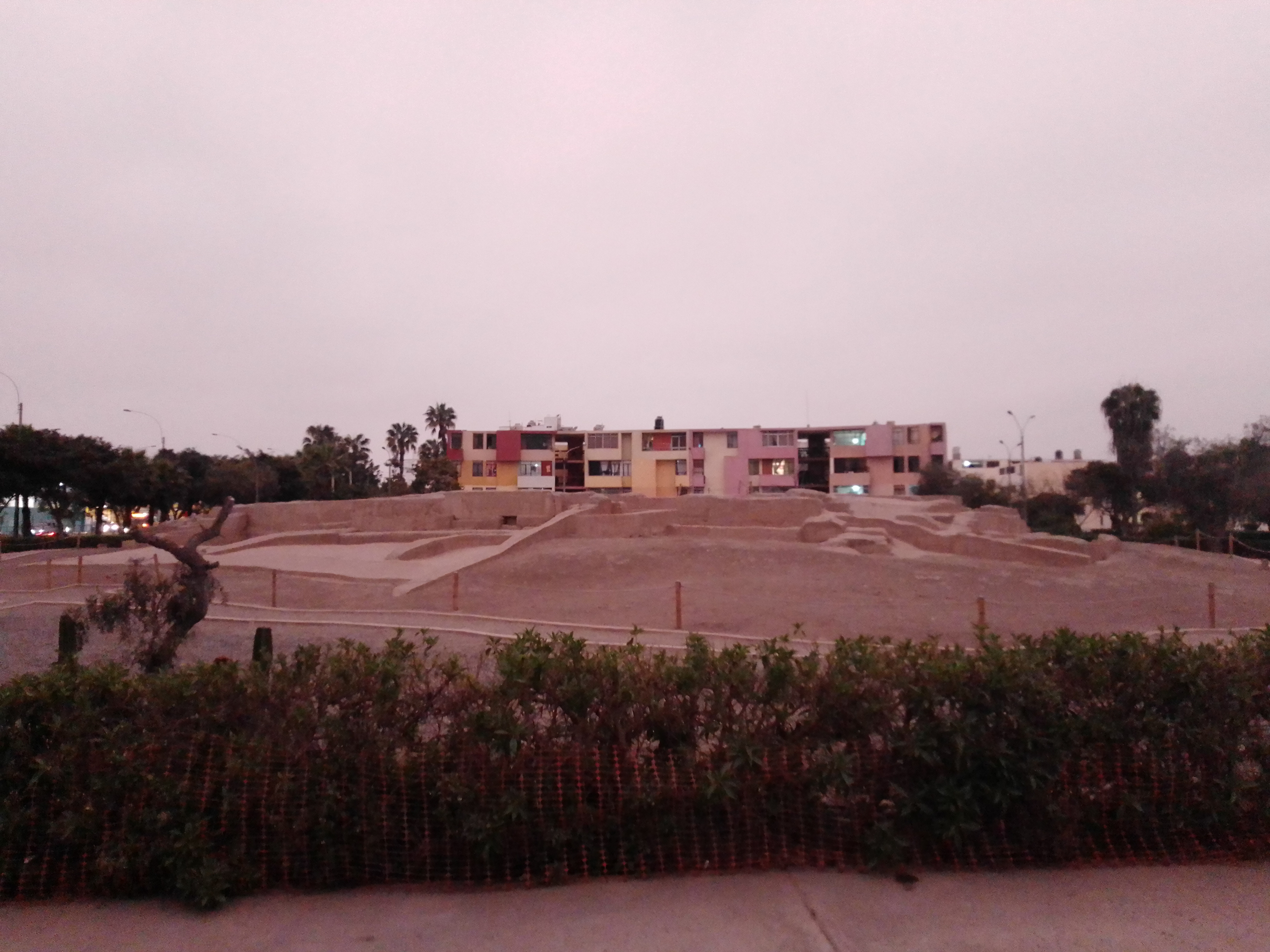
Parte lateral de la huaca Palomino.

Durante la época la cual era el Intermedio Tardío, tomando como territorio la costa central destacaron distintos rasgos arquitectónicos, estos fueron las estructuras escalonadas, plataformas elevadas, contrafuertes menores, entre otras características. La huaca Palomino  estuvo influenciada por la cultura Ichma, está utilizó el tapial, técnica sencilla de realizar, usada frecuentemente para las grandes construcciones y pasajes de circulación, esto cambiaría con la cultura Inca, su influencia se vio reflejadas por la elaboración de adobes rectangulares, similares a la forma de los tambos costeños.
La base de la huaca Palomino está formada por una planta rectangular, esta es una plataforma ceremonial hecha de tapial. Esto quiere decir que el barro era trabajado artesanalmente y era puesto a través de moldes para ser aplanado. Los muros de este sitio arqueológico son anchos, macizos y bajos, la estructura aplicada tuvo el propósito de ser resistente durante un sismo y así no se desplomen. Esta combinación de elementos arquitectónicos nos indican que la huaca se trataría de edificaciones civiles-administrativas. Ya que los peldaños sirven como área de audiencia general, donde muy probablemente se hacían algún tipo de ceremonias administrativas o rituales. 
La huaca Palomino está compuesta de plataformas superpuestas, y su área actual está conformada por 5,371 m².

## Funciones de la huaca Palomino
La huaca Palomino cumplía con funciones administrativas como ser residencia de gobernadores, almacenes para recaudar productos tributarios, etc., y también cumplía con funciones ceremoniales como ser templos y espacios de congregación. En muchos casos, por ser oráculo y centro administrativo, mantenía el poder y control de la población.

## Impacto de la restauración de la huaca Palomino
La restauración de la huaca Palomino fue llevada a cabo en 1960. La rehabilitación de este patrimonio cultural inmueble significó un gran impacto positivo en la urbanización de la zona, cumpliendo varios logros en este territorio, estos fueron el integrar a la comunidad, autoridades locales (alcaldes, regidores, etc.), colegios y serenazgo municipal para su protección, difusión y promoción del sitio arqueológico restaurado. Además, a través de la participación activa y ejecución de eventos sociales realizados en los espacios públicos ubicados de este sitio.
Además, como esta huaca estaba abandonada, los consumidores habituales de cigarros y drogas la tomaron como un lugar frecuente al que ir para cometer estos actos, cuando el Estado intervino en 2012 en conjunto con el arqueólogo Piero Guarisco, estos desagradables actos se redujeron hasta eliminarlos, como se aprecia actualmente. Hoy la rehabilitación de la huaca es notoria y los objetivos de recuperación están casi concretados según el expediente existente en el Ministerio de Cultura.

## Cultura Ichma y su vínculo con la huaca Palomino
Antes, los ichma eran un grupo de naciones pequeñas que ocuparon cuencas bajas, eran una unidad política, la cual administraba la región llamada Lima. Respecto al estudio de la huaca Palomino, el vínculo que los une es que los Ichma ocuparon esta, según la característica de los ichma acorde a este punto, no parece que ellos hayan formado  “ciudades”, esto se entiende como asentamientos en los que conviven y también realizan actividades laborales tanto las élites como el pueblo. Sin duda, esto no quiere decir que ellos estaban atrasados respecto a lo que vivían las sociedades durante esos tiempos, sino que sencillamente pudieron desarrollarse sin ver necesario formar asentamientos con cantidad de personas concentradas.

## Cerámica
La cerámica Ichsma se considera uno de los más relevantes, a pesar de que aún existan varios vacíos en esta. Si nos enfocamos en la técnica de este, el modelado fue el que se utilizó. En la fase llamada Tardío A, comienzan a presentarse casos en los que se ponía en práctica el uso de moldes, en especial en pequeñas o diminutas figurinas y en algunas aplicaciones escultóricas. Respecto al acabado, muchos de estos no emplean engobes, haciendo que se mantenga el color original, el cual era el de la arcilla, color característico que refleja naturalidad. El alisado, que tomaba la característica de superficial, tiene la tendencia de ser muy tosco. La decoración emplea distintos métodos, la mayoría de estos bastante simples. Los métodos más comunes son el punteados y las incisiones.

## Iconografía
La cultura Ychsma estaba ubicada cerca al mar, esto representaba para ellos una fuerza simbólica fundamental, ya que además formaba parte de su dieta alimenticia. Debido a eso, los elementos que representaban a esta cultura como vasijas y telas, fueron aves marinas, peces y olas. También se halló evidencia de seres antropomorfos con báculos y cabezas trofeo.

## Cronología
El sitio arqueológico Huaca Palomino constituye uno de los centros urbanos con mayor relevancia dentro de las sociedades precolombinas de la región Lima. Su construcción y apogeo datan del período Intermedio Tardío, periodo clasificado por John Rowe, entre los años 900 y 1440 d. C. Pasó por la cultura Ichma. La intervención en la huaca Palomino por parte del Ministerio de Cultura comenzó en el año 1960.